# Sid Clewlow
Sidney Clewlow (1919-1989) là một cầu thủ bóng đá từng thi đấu ở Football League cho New Brighton, Grimsby Town F.C., Wolverhampton Wanderers và là khách mời cho Stoke City. Ông cũng là khách mời cho Aberdeen trong Thế chiến thứ hai.